# إبراهيم المناصري
إبراهيم المناصري هو لاعب كرة قدم فلسطيني سابق كان يلعب في مركز الوسط. احترف في الدوري اللبناني وحصل على لقب هداف الدوري للموسم 1995 1996 مع نادي تضامن صور وبطل الدوري والكاس للموسم 2000 / 2001 
حصل على الميدالية البرونزية الدورة العربية 1999.
وهو صاحب أسرع هدف في الدورة العربية ضد منتخب ليبيا لعب تصفيات كأس العالم وكأس آسيا مع منتخب بلاده فلسطين 2001 أنهى مسيرته الكروية في الموسم 2012 2013 لعب لنادي تضامن صور الخيول الإرشاد الإصلاح البرج الشمالي الأهلي صيدا يقيم في البرازيل ويعمل في مجال كرة القدم والتدريب الرياضي.